# Max Abraham
Max Abraham (26. března 1875 Gdaňsk – 16. listopadu 1922 Mnichov) byl německý fyzik, který se zabýval teorií elektromagnetického pole. Zkoumal závislost hmotnosti elektronu na jeho rychlosti a zavedl pojem elektromagnetická hmotnost. Je autorem vlastní obecné teorie gravitace (1912), která byla v rozporu s principem ekvivalence.